# Liodessus ophonoides
Liodessus ophonoides är en skalbaggsart som beskrevs av Guignot 1955. Liodessus ophonoides ingår i släktet Liodessus och familjen dykare. Inga underarter finns listade i Catalogue of Life.